# Adret
L’adret (terme géographique de 1927, issu de l'occitan adret, « adrech », du latin ad directum) est l'ensemble des versants d’une vallée de montagne qui bénéficient de la plus longue exposition au soleil. Le versant opposé, moins ensoleillé et plus froid, est l'ubac.

## Étymologie
Le terme provient du latin dirēctu(m), participe passé du verbe dirigĕre (« diriger »), et de l'adjectif dirēct(us) (« direct »). Il a pour homologues en vieux français adrecht, dreit ou drech en provençal, derecho en espagnol, dret en catalan, ainsi que diritto et diretto en italien,.

## Description

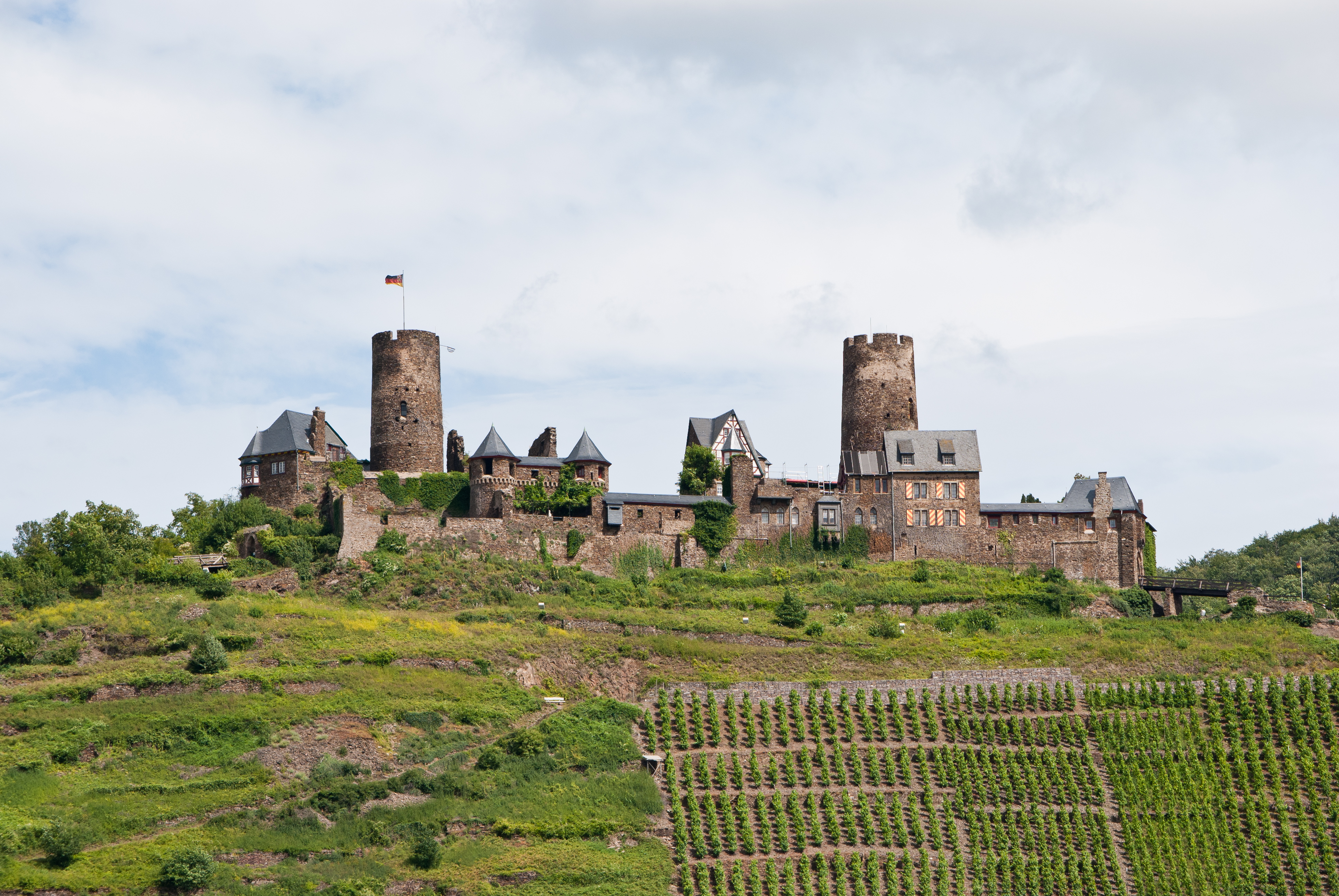
L’adret bénéficie d'une exposition favorable aux vignobles (vallée de la Moselle).

Sur l'adret, les rayons solaires frappent la pente sous un angle pouvant aller jusqu'à 90°, d'où un pouvoir calorifique élevé.
Dans l’hémisphère nord, à des latitudes situées au nord du tropique du Cancer, l’adret est généralement la face sud d’une montagne, ou le versant nord d'une vallée, le Soleil étant toujours au sud dans le ciel.
Sur le versant sud d'une montagne, ou adret, la température est plus élevée et, de ce fait, la végétation monte plus haut que sur le versant nord d'une montagne, ou ubac. Par journée ensoleillée, un adret alpestre peut recevoir de 8 à 10 fois plus de chaleur qu'un ubac de même pente, facteur qui conditionne la répartition des espèces : essences résistant à la sécheresse en adret (pin sylvestre, pin à crochets), essences recherchant l'humidité en ubac (hêtre, sapin, épicéa, pin cembro et mélèze).

## Exemples
Ce type de versant a donné son nom à des villages dans les Alpes, notamment à celui des Adrets (en Isère) ou à celui des Adrets-de-l’Estérel (dans le Var).
Dans les Pyrénées et en Corse, le terme de « soulane » ou « soulan » est synonyme d'adret (occitan : solana, catalan : solà ou solana, corse : sulana, italien : solagna dans les Marches ou italien : solatìa).

Exemples d'adret
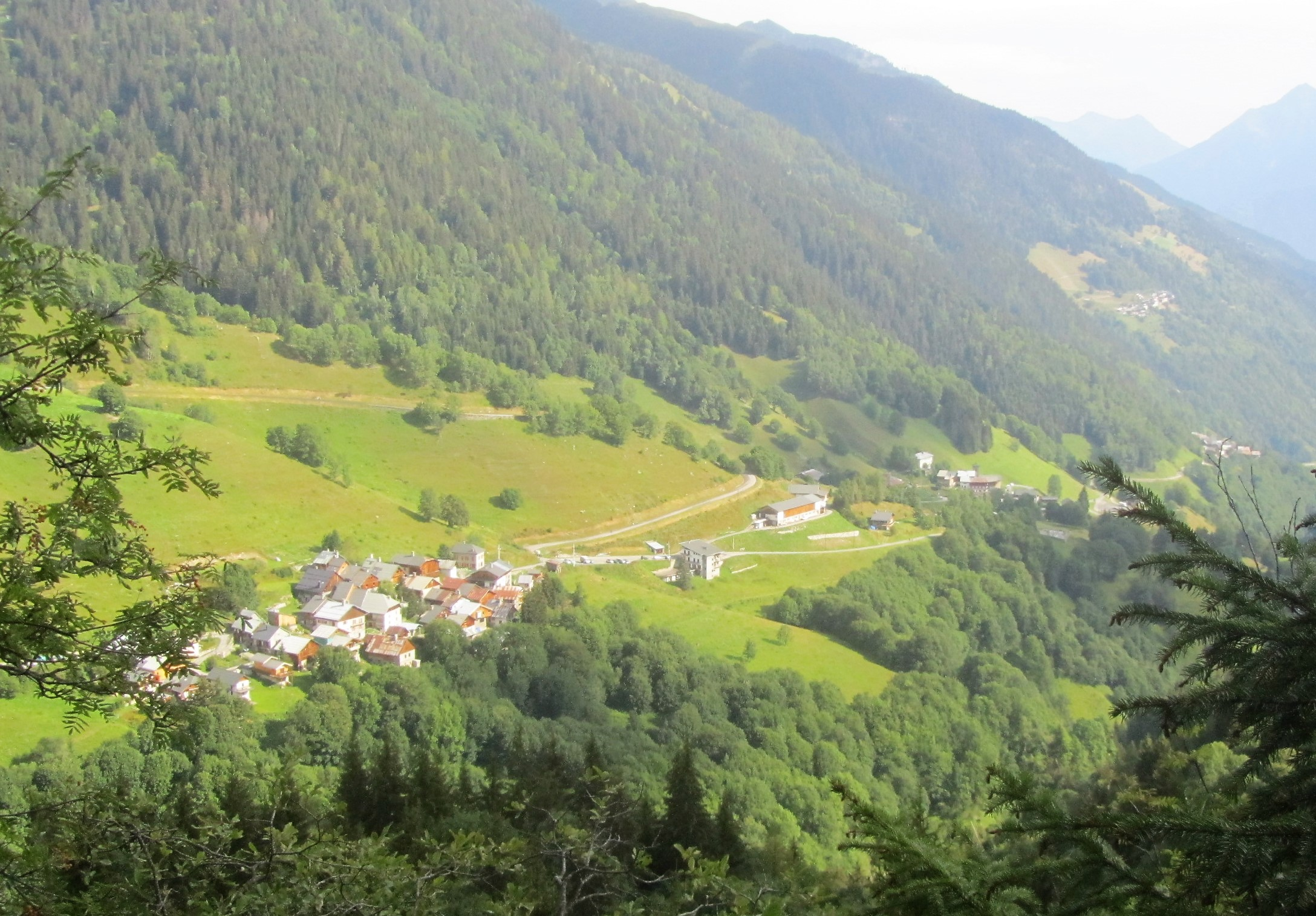
L'adret de Celliers en Savoie.
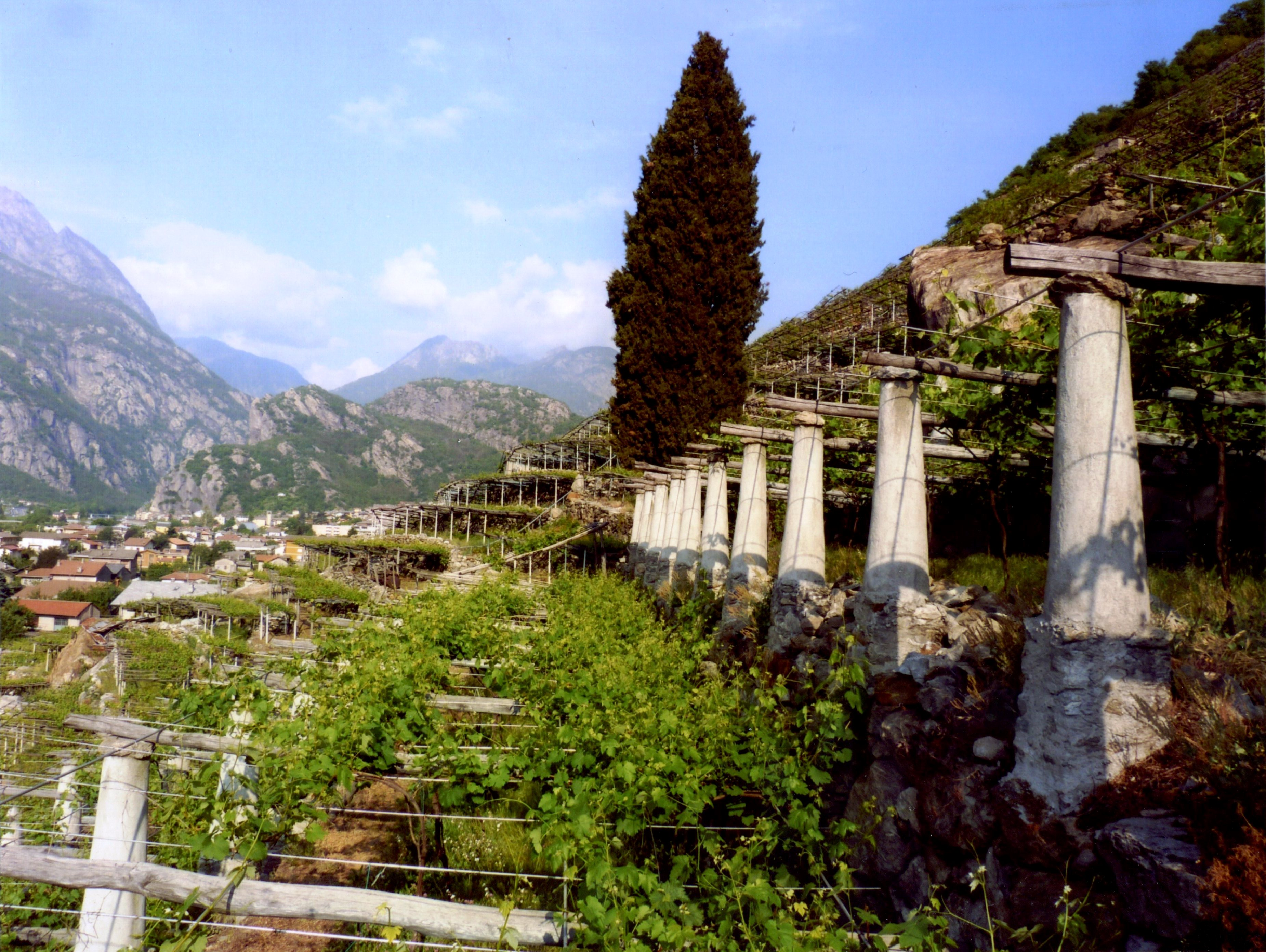
Culture de la vigne en montagne à l'adret de Donnas, en Vallée d'Aoste.
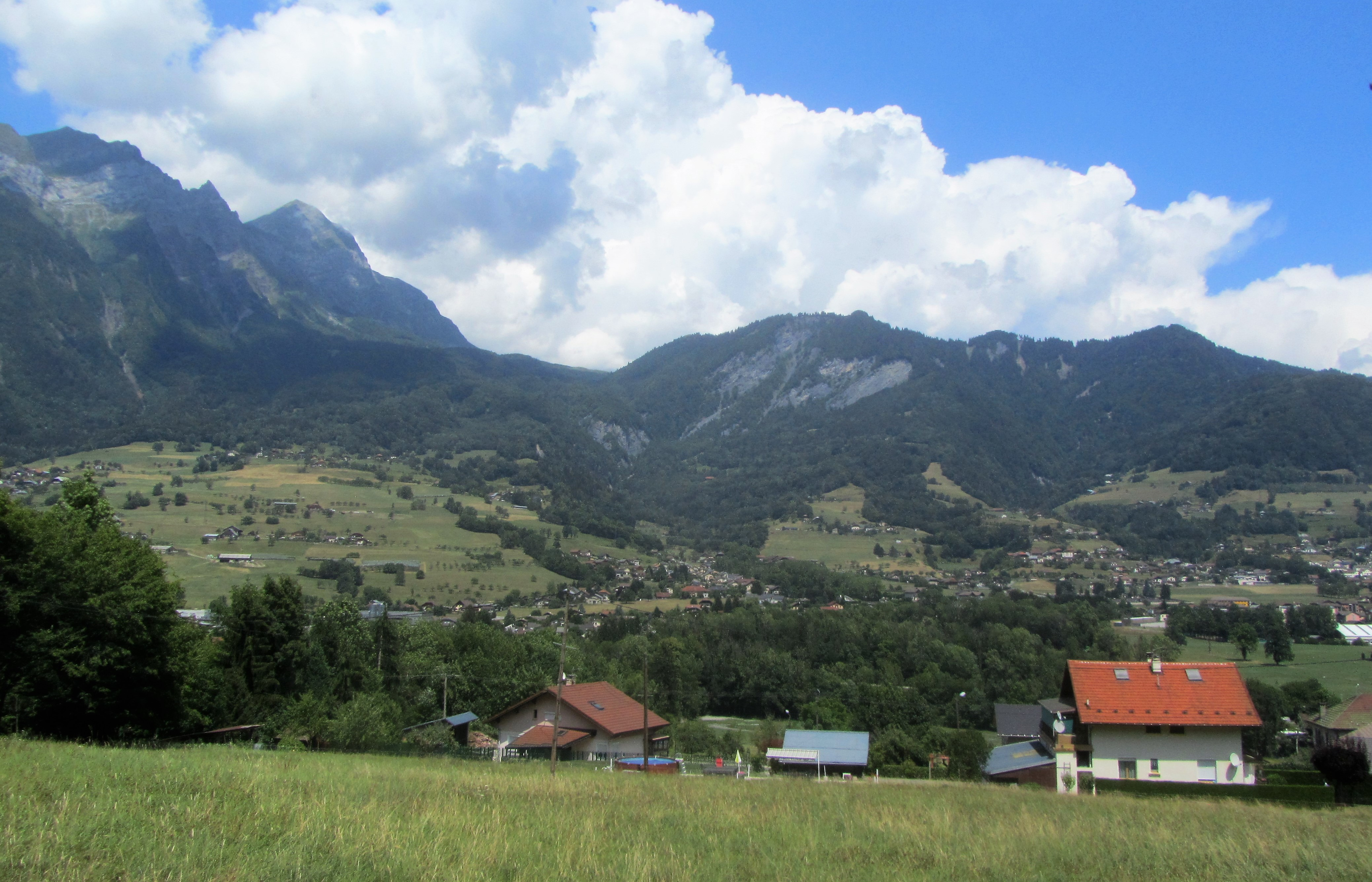
L'adret d'Ugine en Savoie.